# Math.h
math.h è l'header file della libreria standard del C che contiene definizioni di macro, costanti e dichiarazioni di funzioni e tipi usati per le operazioni matematiche.

## Funzioni membro Pre-C99
| Membro        | Descrizione                                     |
| ------------- | ----------------------------------------------- |
| acos          | arcocoseno                                      |
| asin          | arcoseno                                        |
| atan          | arcotangente                                    |
| atan2         | arcotangente di due parametri                   |
| ceil          | il più piccolo intero non minore del parametro  |
| cos           | coseno                                          |
| cosh          | coseno iperbolico                               |
| exp(double x) | funzione esponenziale, calcola ex               |
| fabs          | valore assoluto                                 |
| floor         | il più grande intero non maggiore del parametro |
| fmod          | resto del numero in virgola mobile              |
| frexp         | frazione e potenza di due.                      |
| ldexp         | operazione in virgola mobile                    |
| log           | logaritmo naturale                              |
| log10         | logaritmo in base 10                            |
| pow(x,y)      | eleva un valore dato ad esponente, xy           |
| sin           | seno                                            |
| sinh          | seno iperbolico                                 |
| sqrt          | radice quadrata                                 |
| tan           | tangente                                        |
| tanh          | tangente iperbolica                             |

## Esempio d'uso
Ecco un programma che calcola il quadrato e la radice quadrata di un numero.
```
#include
 
<math.h>

#include
 
<stdio.h>

int
 
main
()

{

    
float
 
num
,
 
radice
,
 
quadrato
;

    
printf
(
"Inserisci un numero ---> "
);

    
scanf
(
"%f"
,
 
&
num
);

    
quadrato
 
=
 
pow
(
num
,
 
2
);

    
radice
 
=
 
sqrt
(
num
);

    
printf
 
(
"
\n
Il quadrato del numero e' %f"
,
 
quadrato
);

    
printf
 
(
"
\n
La radice del numero e' %f"
,
 
radice
);

    
return
 
0
;

}

```